# 迪內什·科納
迪內什·科納（1943年1月4日—）是一位已退役印度男子羽球運動員，他因為在1965年11月14日奪得亞錦賽男子單打冠軍，而成為印度羽球史上第一位亞錦賽冠軍。1966年，迪內什·科納在首度舉辦羽球項目的第八屆大英國協運動會獲得男子單打銅牌，也是該年印度全国羽毛球锦标赛男單冠軍得主。他在1965年獲頒阿君娜大獎。

## 腳註
1. 1 2  . Sports Bharti.   [2019-08-11]. （原始内容存档于2016-08-08） （英语）.
2. ↑  . 印度報. 2015-10-07  [2019-08-11]. （原始内容存档于2016-04-30） （英语）.
3. ↑  Brahms, FirstName. . Aachen, Germany: Meyer & Meyer Sport (UK) Ltd. 2014. ISBN 9781782550426.
4. 1 2  . 印度時報. 2016-05-29  [2019-08-11]. （原始内容存档于2019-08-30） （英语）.